# Phragmataecia impura
Phragmataecia impura is een vlinder uit de familie van de houtboorders (Cossidae). De wetenschappelijke naam van de soort werd voor het eerst geldig gepubliceerd in 1891 door Hampson.